# Vasco da Gama
Vasco da Gama (wym. portugalska ˈvaʃku dɐ ˈgɐmɐ; ur. ok. 1460 lub 1469 w Sines, w niewielkim porcie w prowincji Alentejo, zm. 24 grudnia 1524 w Koczinie) – portugalski odkrywca, który jako pierwszy dotarł drogą morską z Europy do Indii, opływając Afrykę od południa, co usprawniło Europejczykom handel z Azją Południową.

## Młodość
Niewiele wiadomo o jego młodości. Według Antonio de Limy, autora Nobiliario, Vasco da Gama wywodził się z rodziny szlacheckiej, o której istnieją wzmianki już z 1166 roku, jednakże męska linia rodu bez „białych plam” prowadzi tylko do roku 1280, do Alvaro da Gamy, którego potomkiem był ojciec Vasco – Estêvão da Gama, piastujący funkcję gubernatora (alcaide mor) miasta Sines i sędziego (commendador) Cercal. Matka Vasco da Gamy, Isabel Sodr, była Angielką. Vasco był ich trzecim synem (najstarszym z rodzeństwa był Paulo da Gama). Jako szlachcic oraz syn gubernatora i sędziego, otrzymał staranne wykształcenie w Lizbonie, gdzie spędził młodość. W 1484 roku został żeglarzem. Wiadomo, że między 1484 a 1492 r. studiował astronomię i nawigację w szkole w Évorze. W 1492 roku dowodził obroną kolonii portugalskiej przed Francuzami na wybrzeżu Gwinei.

## Wyprawa do Indii

### Tło historyczne
Na początku XV wieku szkoła nawigacji księcia portugalskiego, Henryka Żeglarza, przyczyniła się do poszerzenia wiedzy o wybrzeżu Afryki. W pierwszej połowie lat 60. XV wieku celem stało się okrążenie Afryki od południa i zdobycie dostępu do Indii, które obfitowały w drogocenny pieprz oraz inne bardzo pożądane w Europie przyprawy.
W roku 1488 Bartolomeu Dias powrócił z wyprawy do południowego krańca Afryki, który nazwał Przylądkiem Burz (potem nazwę zmieniono na Przylądek Dobrej Nadziei) i aż do rzeki Fish River (Ponta da Pescaria, dzisiejsza Republika Południowej Afryki), podczas gdy wyruszając z Indii, Pedro de Covilhão zapuścił się na południe, przemierzając trasę aż do terenów, do których dotarł Dias. Pozostało tylko połączyć te dwie wyprawy w jedną.

### Przygotowania
Zadanie to powierzono ojcu Vasco, Estevão da Gama, który jednak zmarł przed rozpoczęciem przygotowań. Podjęcie wyprawy powierzono wtedy jego synowi Vasco da Gamie. Wyruszył on 8 lipca 1497 roku z Santa Maria de Belém, obecnie dzielnicy Lizbony, nieopodal kaplicy Ermida do Restelo (inaczej Capela de São Jerónimo), założonej przez Henryka Żeglarza. W kaplicy tej Vasco da Gama i jego załoga modlili się w noc przed wypłynięciem (po powrocie da Gamy, Manuel I zbudował w tym miejscu Klasztor Hieronimitów (Mosteiro dos Jerónimos) dla upamiętnienia odkrycia drogi morskiej do Indii). Vasco da Gama opuścił Lizbonę, mając pod swymi rozkazami cztery okręty (São Gabriel, São Rafael, Berrio oraz okręt transportowy o nieznanej nazwie) i 160 ludzi załogi (niektóre źródła podają liczbę 170), wśród których było wielu skazańców.

### Przebieg wyprawy i jej konsekwencje

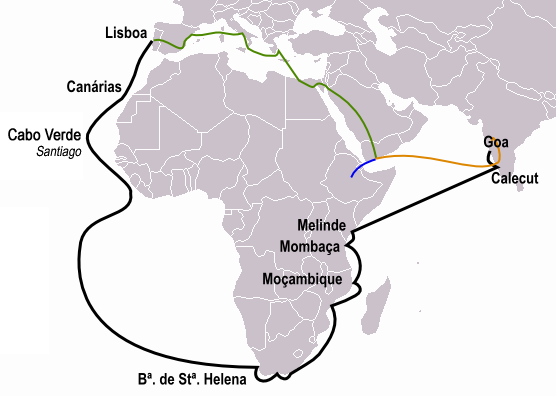
Na czarno zaznaczono trasę pierwszej podróży Vasco da Gamy do Indii.

Trasa wyprawy wiodła przez Atlantyk koło Wysp Kanaryjskich i Wysp Zielonego Przylądka. Mimo że część drogi do Przylądka Dobrej Nadziei była na tamte czasy już dobrze znana, rejs nie należał do łatwych. Vasco musiał radzić sobie z buntami załogi, z gwałtownymi sztormami oraz ze szkorbutem wśród marynarzy. 16 grudnia wyprawa minęła Fish River i kontynuowała żeglugę po wodach nieznanych Europejczykom. W dniu 25 grudnia wybrzeżu, które wówczas mijali, nadano nazwę Natal (dosł. Boże Narodzenie). W styczniu osiągnęli wybrzeże dzisiejszego Mozambiku, kontrolowanego przez Arabów wschodniego wybrzeża Afryki, które stanowiło część sieci handlowej Oceanu Indyjskiego. Będąc tak daleko, da Gama wynajął w Malindi pilota, który poprowadził ekspedycję przez dalszą część drogi do Kalikat (Kozhikode) na południowo-zachodnim wybrzeżu Indii (20 maja 1498 r.). Gwałtowne niekiedy negocjacje z miejscowymi władcami spotkały się z oporem handlowców arabskich. Ostatecznie jednak da Gama zdołał uzyskać niejasną ugodę handlową, lecz zmuszony był odpłynąć bez ostrzeżenia po tym, jak radża Kalikatu starał się skłonić go do pozostawienia wszystkich towarów jako formy zabezpieczenia. Da Gama zatrzymał towary, lecz pozostawił kilku Portugalczyków z poleceniem prowadzenia stacji handlowej (faktorii).
W drodze powrotnej wielu członków załogi zmarło na szkorbut. Do Portugalii dopłynęło tylko 55 osób. Po swoim powrocie do Portugalii we wrześniu 1499 roku da Gama został szczodrze nagrodzony jako człowiek, któremu udało się sfinalizować plan, którego realizacja zajęła osiem lat.

## Późniejsze losy
W 1501 roku poślubił Catarin de Ataíde. Da Gama miał siedmioro dzieci: sześciu synów i jedną córkę.
Da Gama otrzymał tytuł „Admirała mórz indyjskich” po czym 12 lutego 1502 roku pożeglował ponownie do Indii na czele floty składającej się z dwudziestu okrętów w celu wyegzekwowania interesów portugalskich oraz zagarnięcia siłą towarów, których nie mógłby nabyć drogą pokojową. Zatrzymany przez Portugalczyków statek z pielgrzymami z Mekki został ograbiony i spalony, a około 380 osób (w tym kobiety i dzieci) zamordowano, zagrabiając dobra o wartości około 22 tysięcy dukatów. Dwa lata wcześniej wysłano Pedro Alvaresa Cabrala (w czasie swojej podróży odkrył on Brazylię), który stwierdził, że załoga faktorii handlowej została wymordowana, spotykając się z oporem Kalikatu.
Vasco da Gama zaatakował i wymusił okup od wschodnioafrykańskiego portu arabskiego Kilwa Kisiwani, który był zaangażowany w opór przeciw Portugalii. Da Gama prowadził działalność piracką przeciwko arabskim statkom handlowym, rozgromił flotę Kalikatu, składającą się z około 29 okrętów, i ostatecznie podbił to portowe miasto. W zamian za pokój otrzymał cenne koncesje handlowe i olbrzymią ilość łupów, co zapewniło mu wyjątkowe uznanie korony portugalskiej. Po powrocie do Portugalii otrzymał tytuł hrabiego Vidigueira i ziemie należące poprzednio do królewskiej rodziny Bragança.

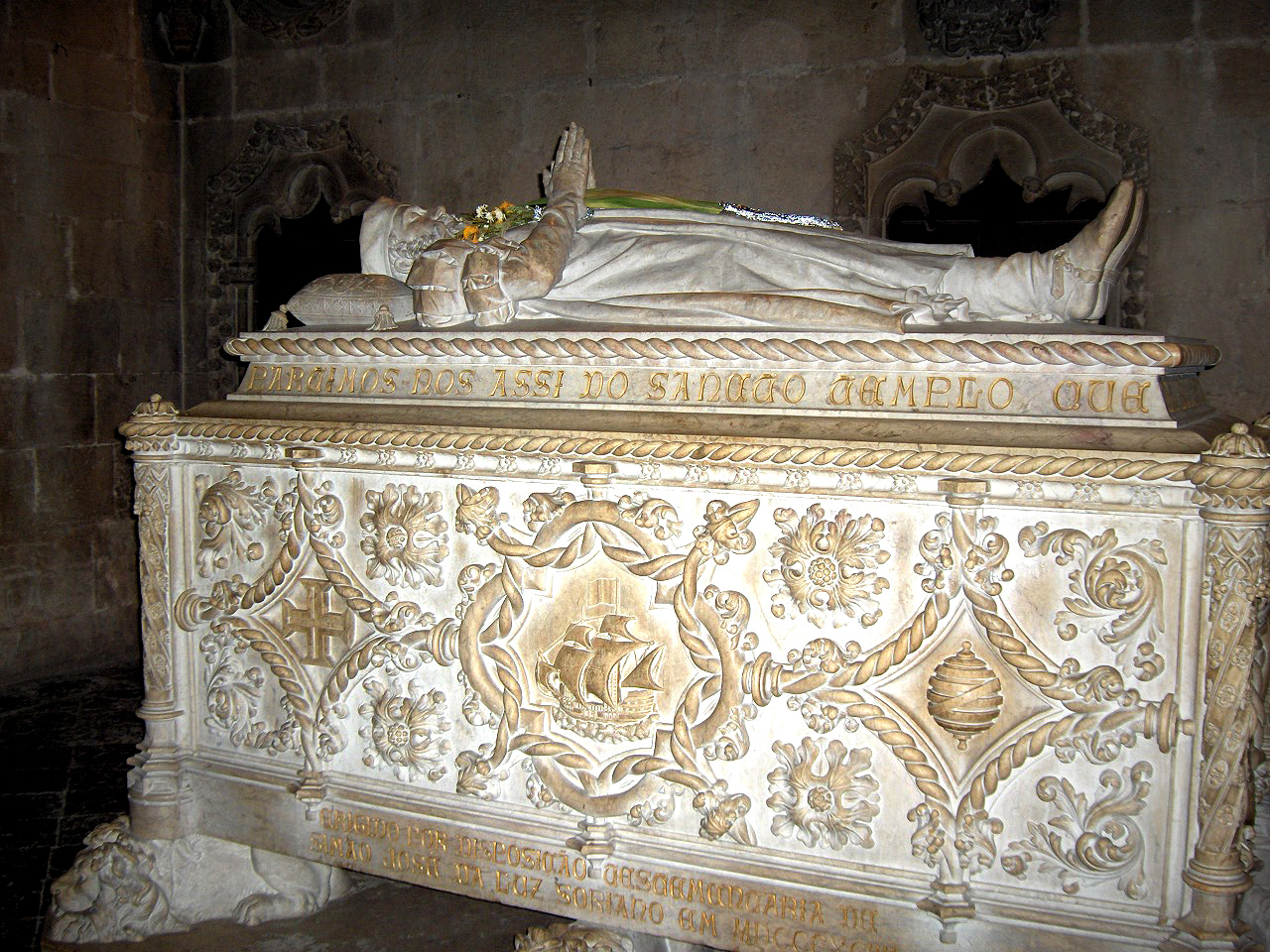
Manueliński sarkofag ze szczątkami Vasco da Gamy w Klasztorze Hieronimitów w Belém, na zachodnim przedmieściu Lizbony.

Zdobywszy złowrogą reputację człowieka, który umie „naprawić” problemy pojawiające się w Indiach, został tam jeszcze raz wysłany w roku 1524 z zamiarem zastąpienia niekompetentnego wicekróla posiadłości portugalskich Eduardo de Menezesa, lecz zachorował na malarię i zmarł w Wigilię Bożego Narodzenia w Kalikacie. Pochowany został w pierwszym katolickim kościele Indii, kościele św. Franciszka w Koczin, lecz w roku 1539 jego szczątki przeniesiono do Portugalii i pochowano ponownie w Vidigueira. Obecnie jego grób znajduje się w Klasztorze Hieronimitów w Belém, na zachodnim przedmieściu Lizbony.

## Znaczenie
Da Gama, jak nikt inny po Henryku Żeglarzu, przyczynił się do sukcesów Portugalii i szybkiego wzrostu jej potęgi kolonialnej. Poza samym faktem pierwszej podróży do Indii, to jego połączenie przebiegłości z polityką oraz z siłą militarną dało Portugalii silną pozycję handlową na Oceanie Indyjskim. Wśród rodaków Vasco da Gama zyskał wielką popularność, jego czyny opiewali poeci i wędrowni śpiewacy. Portugalska epopeja narodowa Luzjady autorstwa Luísa de Camões w dużej mierze dotyczy podróży Vasco da Gamy.

## Relacje z podróży
Relacja z pierwszej podróży Vasco da Gamy do Indii, tzw. Diário da viagem de Vasco da Gama, przypisywana tradycyjnie jednemu z marynarzy podróżnika Álvaro Velho, zachowała się w odpisie w początku XVI w. Następnie istnieje list florentyńskiego kupca Girolamo Sernigi z 1499 r., zachowany w antologii Paesi novamente retrovati (Vicenza, 1507), wydanej przez Fracanzano da Montalboddo, który także opowiada o tej pierwszej podróży. W tymże samym zbiorze znajduje się list kupców z Hiszpanii i Portugalii, opowiadający o wydarzeniach drugiej podróży da Gamy do Indii.